# Championnats du monde de kayak-polo 1998
Navigation
Édition précédente Édition suivante
Les championnats du monde de kayak-polo de 1998 se sont déroulés du 10 au 20 septembre à Aveiro, au Portugal.

## Résultats
| Catégorie     | Médaille d'or | Médaille d'argent | Médaille de bronze |
| ------------- | ------------- | ----------------- | ------------------ |
| Sénior Hommes | Australie     | Grande-Bretagne   | Italie             |
| Sénior Dames  | Australie     | Grande-Bretagne   | France             |